# Anoplophora imitator
Anoplophora imitator là một loài bọ cánh cứng trong họ Cerambycidae.